# JLS (gruppo musicale)
I JLS sono una boy band britannica classificatasi seconda nella quinta edizione dell'edizione inglese del talent show X Factor. La sigla JLS sta per Jack the Lad Swing. Accolti da un'ottima popolarità in seguito al loro debutto televisivo, i JLS hanno venduto 5 milioni di copie solo in UK e pubblicato 4 album in studio. Dopo uno scioglimento avvenuto nel 2013, la band si è riformata nel 2019 e ha pubblicato il suo quinto album di inediti nel 2021. Nella loro carriera hanno vinto 3 BRIT Awards.

## Storia del gruppo

### Gli Inizi: UFO, X Factor (2007-2009)
Il gruppo dei JLS comincia la propria carriera con il nome UFO (Unique Famous Outrageous). Ad avere per primo l'idea di fondare il gruppo fu Ortisé Williams, intenzionato ad aiutare sua madre economicamente attraverso la musica, e che per questo chiese ad alcuni amici che avevano già avuto esperienze nel mondo della musica o dello spettacolo di mettere su un gruppo. Egli chiese dunque aiuto ad Aston Merrygold, che aveva partecipato al programma televisivo Fun Song Factory, ed a Marvin Humes e Jonathan Benjamin, che avevano invece avuto esperienze prettamente musicali. Il gruppo riesce ad esibirsi in alcune manifestazioni locali ed a pubblicare alcuni singoli via Epic Records, senza ottenere però un grande riscontro commerciale
A questo punto, i ragazzi partecipano alla quinta edizione del talent show britannico The X Factor. Per poter gareggiare, tuttavia, gli UFO sono costretti a modificare il loro nome, già utilizzato da un altro gruppo musicale in precedenza. I ragazzi ottengono successo nella competizione ad arrivare sino alla finale, persa contro Alexandra Burke. Grazie al successo ottenuto durante X-Factor il gruppo ottiene un contratto con la Epic Records, etichetta con cui aveva già pubblicato i primissimi brani come UFO.

### JLS, Outta This World, Jubox (2009-2012)
Il singolo di debutto dei JLS, Beat Again viene pubblicato nel Regno Unito il 13 luglio 2009 ed arriva alla prima posizione della Official Singles Chart il 19 luglio, vendendo oltre 100 000 copie solo nella prima settimana. Il secondo singolo Everybody in Love viene pubblicato il 2 novembre 2009, e bissa il successo di Beat Again giungendo nuovamente in vetta alla classifica dei singoli, con oltre 120 000 copie vendute nella prima settimana. Il primo album del gruppo JLS esce nei negozi il 9 novembre 2009, che ha conquistato la prima posizione degli album più venduti in Regno Unito ed Irlanda, ed è stato certificato disco di platino. L'album ha raggiunto il traguardo di 1 milione di unità vendute.
Nel corso del 2010 il gruppo ha vinto due Brit Award (su tre nomination), nella categoria "British Breakthrough" e "British Single", diventando i primi concorrenti di X Factor ad ottenere tale riconoscimento. Nel corso della serata il produttore discografico e rapper Jay-Z ha dichiarato che il gruppo diventerà "grande", tanto quanto gli 'N Sync. Il gruppo firma inoltre un contratto con la Jive Records per la gestione della sua musica in USA.
Il 24 luglio 2010 la band pubblica il singolo The Club Is Alive, che anticipa l'uscita del loro secondo album. The Club Is Alive genera molta curiosità in internet e specialmente su YouTube, dove il video musicale del brano ottiene 500.000 visualizzazioni in meno di due settimane. Il brano debutta direttamente in vetta alla classifica britannica, diventando la terza hit del gruppo a raggiungere questa posizione. L'album Outta This World viene pubblicato il 22 novembre 2010, e verrà successivamente certificato 2 volte platino in UK per aver venduto 600 mila unità su suolo britannico.
Nel 2011 vengono distribuiti i singoli She Makes Me Wanna e Take a Chance on Me, che anticipano la pubblicazione del loro terzo album, Jukebox, pubblicato su etichetta Epic Records il 14 novembre 2011. Seguono i singoli Proud e Hottest Girl In The World che anticipano sempre la pubblicazione del loro terzo album, Jukebox.

### Goodbye - Greatest Hits, scioglimento (2012 - 2013)
Il 14 dicembre 2012, il gruppo conferma di essere al lavoro su un nuovo album. Ciononostante, il 24 aprile 2013 è stato annunciato che la band si sarebbe sciolta in seguito al loro ultimo tour ed alla pubblicazione della raccolta Goodbye - Greatest Hits. Il progetto viene pubblicato il 18 novembre 2013, preceduto dal singolo Billion Lights. La raccolta sarà successivamente certificata oro in UK. Il gruppo parte dunque per un tour che si conclude alla O2 Arena di Londra il 22 dicembre 2013, per poi sciogliersi. Negli anni successivi i componenti si sono dedicati a dei lavori da solista: in particolare Aston Merrygold ha pubblicato vari singoli tra cui Get Stupid, brano che ha ottenuto un discreto successo radiofonico in Italia.

### Reunion (2019 - presente)
Nel novembre 2019, i JLS annunciano una reunion, promettendo ai fan nuova musica ed un nuovo tour. A inizio 2020 viene annunciato il Beat Again Tour, successivamente posticipato al 2021 a causa della pandemia da COVID-19. Nel marzo 2021 il gruppo annuncia di aver firmato un contratto discografico con la BMG per un ritorno in scena con un nuovo album. Nel dicembre 2021, dopo aver pubblicato alcuni singoli, i JLS pubblicano il loro quinto album di inediti 2.0.

## Progetti non musicali

### Prodotti e merchandise
Nel settembre 2010 è stata prodotta una linea di bambole raffiguranti ciascuna un diverso membro del gruppo. Successivamente la Durex ha dato il via ad una partnership con i ragazzi creando una linea di preservativi chiamata "Just Love Safe", la quale includeva 4 diversi tipi di confezioni di profilattici, ciascuna con uno dei membri del gruppo stampato sopra. Le confezioni "firmate" da Merrygold sono state quelle che hanno venduto di più. Il gruppo ha inoltre preso parte a svariati spot pubblicitari tra cui alcuni per Nintendo e Coca-Cola.

### Filantropia
I JLS hanno fondato la "JLS Foundation" con lo scopo di raccogliere denaro da devolvere ad altre 6 associazioni: Cancer Research UK, Rays of Sunshine, Brook, Childline, Beat Bullying e the MS Society. L'associazione resta attiva nonostante lo scioglimento della band.

## Formazione
- Aston Ian Merrygold, nato a Peterborough il 13 febbraio 1988.
- Marvin Humes, nato a Londra il 18 marzo 1985.
- Jonathan Benjamin "JB" Gill, nato a Londra il 7 dicembre 1986.
- Oritsé Williams, nato a Londra il 27 novembre 1986.

## Discografia

### Album
- 2009 – JLS
- 2010 – Outta This World
- 2011 – Jukebox
- 2012 – Evolution
- 2021 – 2.0

### Raccolte
- 2013 – Goodbye - Greatest Hits

### Singoli
- 2009 – Beat Again
- 2009 – Everybody in Love
- 2010 – One Shot
- 2010 – The Club Is Alive
- 2010 – Love You More
- 2010 – Eyes Wide Shut feat. Tinie Tempah
- 2011 – She Makes Me Wanna feat. Dev
- 2011 – Take a Chance on Me
- 2012 – Do You Feel What I Feel?
- 2012 – Proud
- 2012 –  Hottest Girl In The World
- 2013 – Billion Lights
- 2021 – Eternal Love
- 2021 – Day One
- 2021 – Postcard

### Altri singoli
- 2008 – Hero con i finalisti di X Factor 2008
- 2010 – Everybody Hurts Singolo di beneficenza
- 2011 – Wishing on a Star I finalisti di X Factor 2011 con JLS e One Direction